# Chủ tịch Quốc hội Thụy Điển
Chủ tịch Quốc hội Thuỵ Điển (tiếng Thụy Điển: Riksdagens talman) là người đứng đầu Quốc hội Thụy Điển.
Riksdag đã trải qua những thay đổi sâu sắc vào năm 1867, khi Riksdag Estates thời trung cổ bị bãi bỏ. Riksdag mới bao gồm 2 viện, mỗi viện có một Chủ tịch (hay Chủ tịch) riêng. Kể từ khi chế độ đại nghị được thực thi vào năm 1917, Riksdag đã hoạt động đúng với tư cách của mình, là cơ quan mà Thủ tướng và Chính phủ phải chịu trách nhiệm trước mọi hoạt động và chính sách. Tới năm 1971, cơ quan này đã được chuyển đổi một lần nữa trở thành một cơ quan lập pháp đơn viện với 350 đại biểu, và sau đó giảm xuống còn 349 đại biểu vào năm 1976 để tránh những bế tắc của quốc hội do vấn đề bỏ phiếu. Kể từ năm 1975, theo Văn kiện Chính phủ 1974, Quốc vương không còn khả năng bổ nhiệm và bãi nhiệm Thủ tướng nữa, mà quyền đó thuộc về Chủ tịch Riksdag, hay Chủ tịch Quốc hội.
Chủ tịch Riksdag đương nhiệm là ông Andreas Norlén, được bổ nhiệm kể từ ngày 24 tháng 9 năm 2018.